# Rolls-Royce Griffon
A Rolls-Royce Griffon egy 12 hengeres, V-hengerelrendezésű brit repülőgépmotor volt, amit a második világháború idején kezdtek el gyártani és alkalmazni. A típus korai verziói 1730 lóerőt adtak le 2750/perc fordulatszámon.

## Eredet
A Griffont eredetileg a brit haditengerészeti légierő kérésére kezdték fejleszteni. A követelmény ennek megfelelően egy olyan motor volt, ami alacsony magasságon nagy teljesítményt tud kifejteni. Később a megvizsgálták az alkalmazás lehetőségét a szárazföldi bázisú Supermarine Spitfire vadászrepülőgépen is. 
A Rolls-Royce-nál már a háború előtt arra a következtetésre jutottak, hogy a Griffon jobb motor lenne, mint a Merlin, de csak jelentős áttervezés révén (Merlin méretű hengerekkel). 

## Áttervezés
Mivel olyan mértékű áttervezésre nem volt idő, ezért az alkalmazás előtt máshogyan változtatták meg a Griffon szerkezetét. A Griffon eredeti verziójával az volt az egyik probléma, hogy jelentősen hosszabb volt, mint a Merlin, ami korlátozta az alkalmazhatóságát. Ennek az volt az oka, hogy a Griffont a Merlin kiváltására tervezték. 
Ennek következtében a tervezők azt a lépést lépték meg, hogy nem a lökettérfogatot változtatták, hanem a Griffon egyes részegységeit áthelyezték a motor végéről az elejére.Ez által Griffon hossza összemérhetővé vált a Merlin hosszával, a nagyobb lökettérfogat ellenére. 
Ez által míg a 27 literes lökettérfogatú Merlin késői verzióinak a hossza 225 centiméter volt, a 37 literes Griffon korai verzióinak a hossza 185 centiméter lett. Így a Griffont rá lehetett szerelni a Spitfire orrára. Ez tette lehetővé 1942-től a Spitfire új generációját, a Griffon-motoros Spitfre-öket.

## Alkalmazás
A Griffont 1943-ben kezdték alkalmazni. A Spitfire első verziója, ami megkapta a Griffont, a mark XII volt. Ezt a RAF a Focke-Wulf 190-esek ellen alkalmazta, amik alacsony repülési magasságon gyorsak voltak.
A Griffon első néhány verziójának a teljesítménye 1730 lóerő volt, de a mark VI verzió már 1850 lóerős lett.
A Griffon alacsony repülési magasságon ugyan erősebb volt, mint a Merlin, de a feltöltő-rendszere egyszerűbb volt, ami miatt nagy magasságban a Merlin volt jobb.

## 115/145 oktános üzemanyag
Az egyik fejlesztési lehetőség a dugattyús repülőgépmotorok az alkalmazott üzemanyag minősége volt. A brit repülőgépmotorok 1940-től kezdve 100 oktános üzemanyaggal repültek, ami jelentősen megnövelte az azonos löketérfogatból kihozható teljesítményt.
A Griffon késői verzióin már nem 100 oktános, hanem 115 oktános üzemanyagot alkalmaztak. Ezzel az üzemanyaggal már 2245 lóerőt lehetett kihozni a típusból. Ez a teljesítmény így már összemérhető volt a szintén brit tervezésű Napier Sabre repülőgépmotorral.